# Czernyola caligula
Czernyola caligula är en tvåvingeart som beskrevs av Mitsuhiro Sasakawa 1971. Czernyola caligula ingår i släktet Czernyola och familjen träflugor. Inga underarter finns listade i Catalogue of Life.